# Secondigné-sur-Belle
Secondigné-sur-Belle is een gemeente in het Franse departement Deux-Sèvres (regio Nouvelle-Aquitaine) en telt 460 inwoners (1999). De plaats maakt deel uit van het arrondissement Niort.

## Geografie
De oppervlakte van Secondigné-sur-Belle bedraagt 24,3 km², de bevolkingsdichtheid is 18,9 inwoners per km².
De onderstaande kaart toont de ligging van Secondigné-sur-Belle met de belangrijkste infrastructuur en aangrenzende gemeenten.

## Demografie
Onderstaande figuur toont het verloop van het inwonertal (bron: INSEE-tellingen).